# Havsutter
Havsuttern (Enhydra lutris) är ett mårddjur som lever i norra delar av Stilla havet. Utbredningsområdet sträcker sig från norra Japan över Kamtjatka och Aleuterna, vidare över Kanadas och USA:s västra kustlinjer till halvön Baja California (USA/Mexiko).
Det vetenskapliga namnet är bildat av det grekiska ordet för utter samt av det latinska ordet för utter.
Hanar är med svansen inräknad cirka 150 centimeter långa och upp till 45 kg tunga. Honor når en kroppslängd (med svans) av cirka 140 cm och en vikt upp till 32,5 kg. Själva svansen är ungefär 25 till 30 centimeter lång. I norra delar av utbredningsområdet blir havsuttern något större och tyngre än i södra delar. Pälsen är rödbrun till mörkbrun och vid huvudet lite ljusare. Som enda havsdäggdjur har den inget fettskikt som skyddar mot kylan. Därför är pälsen mycket speciell. På en kvadratcentimeter finns 100 000 hår; lika mycket som en genomsnittlig människa har på huvudet. Mellan håren finns alltid små luftbubblor som isolerar. Havsuttern har tre gånger större ämnesomsättning än landlevande däggdjur, och måste därför äta stora mängder kaloririk föda. Havsuttern har tack vare sin stora njure förmågan att dricka saltvatten.

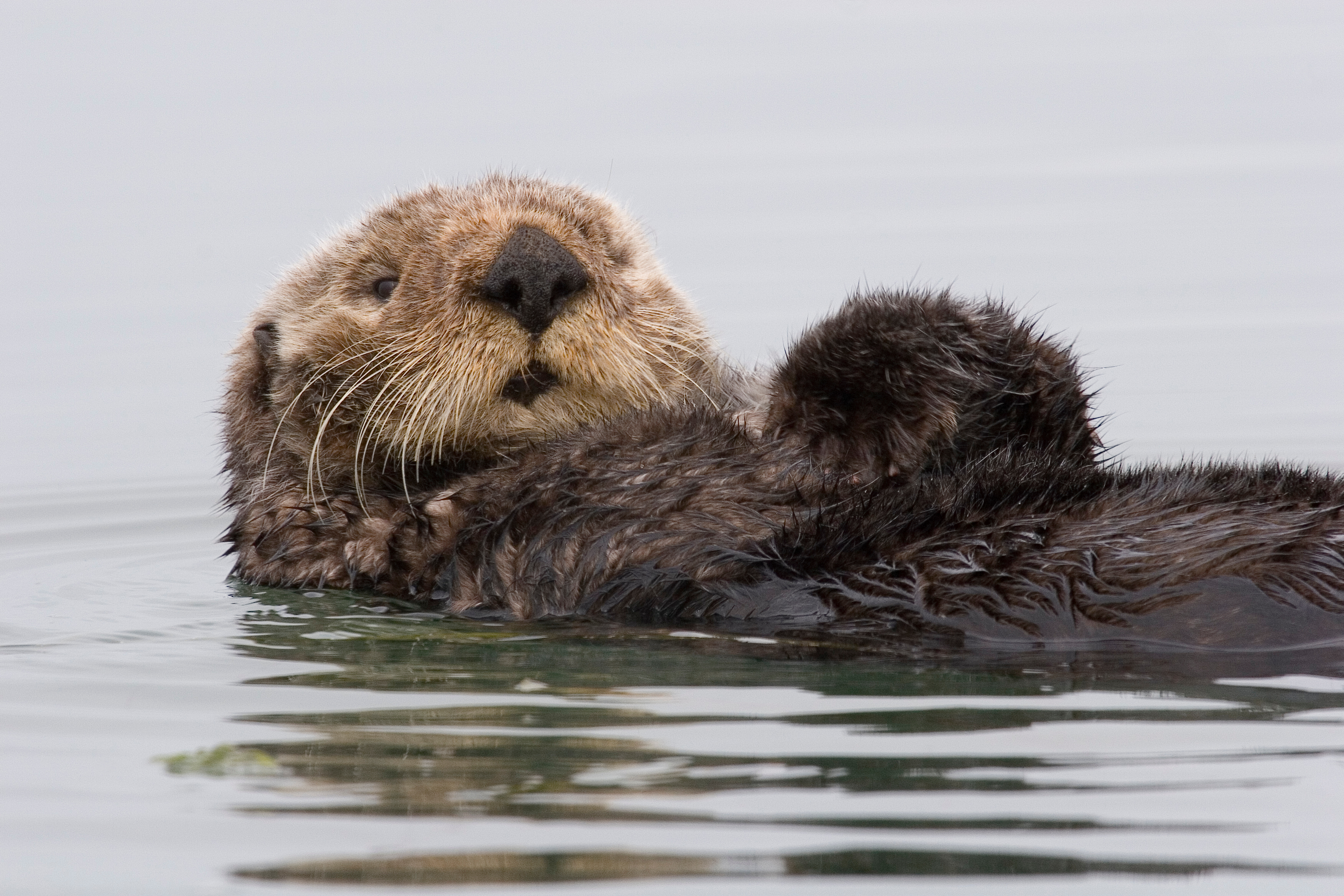
Havsutter

Havsutterns föda är musslor, snäckor och sjöborrar. Ibland tar den fiskar. För att öppna bytets skal tar havsuttern en sten och lägger bytet på bröstet och slår med stenen tills skalet knäcks.
Tidigare var djurets päls starkt eftertraktad. Den stora jakten gjorde att havsuttern 1910 var nästan utrotad. Bara 1000 individer överlevde på södra Kamtjatka. 1911 undertecknade länderna USA, Ryssland och Japan ett fördrag för havsutterns skydd. Sedan dess ökade beståndet och 2007 uppskattade IUCN hela populationen med cirka 107 000 individer.
I naturen utgörs havsutterns fiender av vithaj, späckhuggare och vithövdad havsörn samt på land av prärievarg. Också förorening i havet skadar havsuttern. Efter katastrofen med oljetankern Exxon Valdez 1989 dog uppskattningsvis 2 600 till 3 900 havsuttrar av oljeutsläppet.